# Джума-мечеть (Маштага)
Маштагинская Джума-мечеть (азерб. Maştağa cümə məscidi) — мечеть в поселке Маштага, Сабунчинского района, города Баку, Азербайджан.

## История
Джума-мечеть, находящаяся в центре поселка Маштага, Сабунчинского района города Баку, была построена в 1129 году по исламскому календарю (1891 году).

### Аятуллах Гаджи Мир Абдульгани Бадкубейи
Одним из тех людей, жизнь которого была тесно связана с историей мечети, был исламский учёный Аятуллах Гаджи Мир Абдульгани Бадкубейи, родившийся в деревне Маштага в семье религиозного деятеля. Скончавшийся в 1912 году учёный, в дань уважения к нему был похоренен во дворе Джума-мечети, рядом со старым минаретом. Однако после того, как в 1937 году минарет был разрушен советской властью, жители деревни Маштага перезахоронили останки Бадкубейи на кладбище Сейидляр, около гробницы «Агиль Баба».

## Описание и архитектура
Маштагинская Джума-мечеть состоит из двух частей — мужской и женской, с общей площадью в 420 м². Женская часть двухэтажная, площадь каждого этажа 16 на 8 метров. Потолок поддерживается 20-ю каменными столбами, которые соединены между собой арками. Диаметр купола составляет 3,5 метра, с восемью вставленными в него окнами.
Размер основного внутреннего помещения мечети составляет 20 на 17 метров. Мечеть имеет две входные двери и семь больших окон. Мехраб выполнен в простой форме и расположен внутри стены. Семиступенчатый Минбар изготовлен из дерева. Пол застелен мрамором.
В передней части мечети есть открытый балкон, на которой вырезаны надписи в виде книжных страниц. В годы советской власти мечеть была временно закрыта и использовалась в разных целях, но в дальнейшем её деятельность была возобновлена.
Мечеть может принять одновременно 460 верующих.
В 2012 году во время праздника Гурбан количество верующих, посетивших Джума-мечеть с целью совершения праздничного намаза, достигло 400 человек.

## Минарет
Бывший минарет мечети был разрушен в 1936 году. Высота нового минарета составляет 46 метров. Он был построен из тесаных камней и покрыт каменными плитами.